# Stadio Omero Tognon
Lo stadio Omero Tognon è un impianto polisportivo di Fontanafredda, comune della provincia di Pordenone.
Storicamente è usato per il calcio quale impianto interno del Fontanafredda; occasionalmente, tra il 2022 e il 2024, ha ospitato anche le gare interne di Pordenone e Triestina.
È anche campo interno del Fontana Rugby.
È intitolata alla memoria del calciatore e allenatore Omero Tognon, bandiera del Milan.
L'arena è costruita in parte a terrapieno, incassata in un rilievo collinoso; dispone di spalti su tutti e quattro i lati del campo, ma sulle "curve" si tratta solo di bassissime gradinate in cemento con appena due/tre ordini di posti. Le due gradinate maggiori, sui lati lunghi del rettangolo erboso, hanno una peculiare forma a mezzaluna (una è parzialmente coperta nella parte superiore) e ospitano un totale di 3361 posti a sedere. Attorno allo stadio sorgono ulteriori campi da gioco, la piscina Arca Nuoto e il palasport di Fontanafredda.
Il 25 novembre 2006 l'impianto ha accolto un incontro della nazionale di rugby a 15 dell'Italia contro il Canada, terminato con la vittoria degli Azzurri per 41-6.
Per quanto concerne l'aspetto calcistico, lo stadio di Fontanafredda ha ospitato solo competizioni dilettantistiche (mai al di sopra della Serie D) fino al 2023; negli anni 2020 dopo alcune valutazioni venne infatti scelto dal Pordenone (sprovvisto di strutture omologate nella città d'origine) come campo interno in sostituzione dello stadio Guido Teghil di Lignano Sabbiadoro. I lavori, attuati a lotti entro febbraio 2023, hanno incluso il rifacimento del terreno di gioco e dei locali interni, il riallestimento degli spalti con seggiolini, la relativa separazione dei settori, la posa di una nuova illuminazione a led, la costruzione di nuove panchine e della postazione VAR e la messa in opera dei tornelli agli ingressi. Il Pordenone ha successivamente giocato al "Tognon" dal 5 marzo 2023 alla fine del campionato di Serie C 2022-2023.
Il successivo fallimento del club del capoluogo ha lasciato lo stadio de facto privo di un utilizzatore stabile, poiché l'adeguamento al professionismo ha reso l'impianto difficilmente fruibile per il dilettantismo. Nella stagione 2023-2024 è bensì sopraggiunta la Triestina, in difficoltà per alcuni problemi gestionali che avevano reso inservibile lo stadio Nereo Rocco di Trieste, che ha deciso di avvalersi del "Tognon" come campo casalingo. Dal 2024 il rifondato Pordenone ha, in alcune circostanze, ri-adottato il campo di Fontanafredda come terreno interno.
Nella stagione 2025-2026 il “Tognon” torna a ospitare la Serie C, accogliendo transitoriamente le partite interne della Dolomiti Bellunesi, in attesa dell’adeguamento del proprio stadio.